# Luis "Checho" González
Luis "Checho" Orlando González Jiménez (Iquique, 21 de junio de 1933-Iquique, 13 de diciembre de 2022) fue un folclorista, compositor y cantautor chileno conocido principalmente en su ciudad natal. En la década de 1950 integró diversos tríos musicales junto a sus hermanos Manuel Honorio y Antonio Segundo entre ellos "Los González", "Los Mantles" y "Los Mineros" y compuso canciones junto a Rubí Jáuregui. En 2010, después del derrumbe de la mina San José, acompañó a los familiares en el campamento «Esperanza». Mediante los sellos discográficos que creó (uno de estos llamado Sello Dragón) entregó "Dragones" y "Boyas" de Plata (símbolos característicos de su ciudad natal). Estos premios también fueron entregados en el Festival del Adulto Mayor realizado en 2003 con la financiación propia de "Checho". Se sabe que compuso más de mil canciones, entre las que están las de estilo vals, bolero y cumbia.

## Biografía
La familia González Jiménez es oriunda del ex puerto de Caleta Buena, sus padres fueron don Antonio Segundo González Calibar, (26 años al momento de la boda) y doña Luisa del Carmen Jiménez Fajardo, (21 años al momento de su boda). Casados en Iquique el 16 de junio de 1922. De esta unión nacieron cinco hijos varones y dos mujeres; Héctor Walterio, nació el 4 de junio de 1924; Antonio Segundo, nació el 20 de agosto de 1926; Hernán Arturo, nació el 15 de enero de 1928; Luis Orlando, nació el 21 de junio de 1933; Manuel Honorio, nació el 16 de junio de 1938; María Violeta, nació el 2 de septiembre de 1940; y Luisa Nancy, nació el 7 de febrero de 1943.
Tras el incendio en Caleta Buena, la familia se traslada a Iquique, frente a la plaza Arica, tras esto inscribieron a los tres primeros hermanos, en el baile religioso "Los Morenos". Más adelante se trasladan a la calle Sotomayor, en donde nació Luis Orlando González, fue registrado en la iglesia "San Gerardo", con el padre Delgadillo. A temprana edad Luis mostraba cercanía con la religiosidad.
Sus hermanos y él fueron inscritos, en el club de fútbol "la estrella de Chile". Posteriormente sus padres volvieron a cambiarse de sector hacia la calle Amunategui frente al cerro La Cruz y allí, nació su hermano Manuel Honorio. Su madrina doña Luisa Polanco, oriunda de la hoy extinta oficina Santa Laura, se fue a vivir con Luis a la oficina salitrera hasta cumplir los 5 años. Cuando vuelve a vivir con sus hermanos se interesa por aprender a tocar la guitarra. Su tío Romelio Jiménez Fajardo fue planificador y dirigente de la CUT y concejal de la ilustre municipalidad de Iquique.
Estudió en la Escuela N°1 Santa María y la Escuela Básica E-76 Centenario de Iquique, después fue enviado a estudiar a Santiago titulándose en la Universidad de Chile.
En 1959 trabajó en la mina Potrerillos.
En 2005 se enfermó gravemente con un derrame cerebral. "Checho" además se ha autodenominado «gurú de las sanaciones».

### Carrera artística
En 1951, él y sus hermanos "Toño" y "Nino" formaron una banda llamada "Los González" la cual se disuelve debido a que "Nino" debía seguir con sus estudios. Luego formó un trío llamado "Los Mantles" con dos de sus amigos. El 2 de febrero de 1954 debutan en el programa "Falabella" conducido por Raúl Matas.
Uno de sus amigos, Humberto Leiva, se retira de "Los Mantles" y Luis junto a Rubén Tapia, y su hermano Toño formaron un nuevo trío llamado "los Seycos" (serios y correctos), sin embargo Matas sugiere renombrarlo a "Los Mineros". Dos días después debutan en el teatro "Baquedano", junto a Lucho Gatica quien llegaba con éxito desde España.
Tras aquellos, vuelven a Iquique y se encuentran con un festival en radio llamado "Almirante Lynch", que se realizaba en el teatro Nacional en donde conocen a Rubí Jáuregui a quien invitan a integrarse al grupo en reemplazo de Rubén quien había enfermado. En otra de las visitas a Santiago concurren a representar en la radio Minería en el teatro Caupolicán invitados por Matas.
En enero de 1959 se enferma su hermano "Toño" y se quedó en Santiago recuperándose por lo que el grupo dejó de actuar, Rubí también se queda en Santiago con su familia y don Checho viaja a Antofagasta, actuando como solista y cantautor contratado por el hotel Antofagasta en donde dos ejecutivos del mineral de Potrerillos (donde trabajaba como minero) le vieron actuar y lo contrataron a los días después. Llegó a actuar al mineral con gran éxito, en donde es contratado con un ingreso sólido. Sin embargo ese mismo año su madre enferma y decide volver a su ciudad natal con su familia cancelando el contrato. En 1963 dio su primer concierto como solista en guitarra.
En 1967 creó dos sellos discográficos y dos distintivos; "Dragón de Oro", y "Boya de Oro", más adelante, por no tener financiamiento ni auspicios o patrocinios, tuvo que bajarlo a plata siendo financiado por él y su esposa. Hasta 2014 había entregado 7 estandartes, 34 himnos y más de 500 premios con "dragones" en Chile y el extranjero. En 2001 participó en el disco "Iquique en un CD". En 2002 crea el himno del Club de fútbol Cavancha con claras alusiones a los orígenes extranjeros del club y alusiones locales.
En 2002 y 2003 realizó un Festival del Adulto Mayor el cual propuso que fuera de nivel internacional y fue llevado a cabo en el Norte Grande de Chile. "Checho" no recibió financiamiento ni estatal ni privado para la realización del evento. Los premios entregados eran las características "Boyas de Plata" y "Dragones de Oro". En abril de 2003 recibió una distinción de la "Agrupación Dragón". En 2005 Checho González dijo durante las Fiestas Patrias de Chile "Deberían exigir la presencia de grupos folclóricos".
En 2008 fue el encargado de entregar "Boyas de Plata" a una serie de personalidades de la televisión chilena.
Durante el rescate de la mina San José de 33 mineros, Luis González fue estuvo en el campamento "Esperanza" durante el tiempo que duró el suceso, compartiendo con las familias de los mineros, autoridades eclesiásticas y civiles. Además escribió la canción "Homenaje al Minero" o "El Minero" que fue utilizada para una película que se filmó en el lugar por la BBC de Londres. En 2011 en Copiapó entregó "Dragones de Plata" a las familias de los afectados por el accidente minero.
En 2012, un año después del accidente del C-212 Aviocar de la FACh de 2011, rindió homenaje a Felipe Camiroaga, siendo invitado a TVN. En sus últimos años vivió con una pensión de gracia.

## Política
Luis "Checho" González fue el autor de la canción "Mi General Augusto Pinochet". La canción fue publicada originalmente en un casete de 1995, llamado Himno en Honor al Capitán General Don Augusto Pinochet Ugarte - Apología y marchas al Ejército de Chile, que fue hecha con el sello musical "Dragón".
También compuso una canción para Jorge Soria Quiroga, exalcalde de Iquique e Iván Barbaric Sciaraffia, un político tarapaqueño.

## Discografía
| Año         | Título                                                        | Tipo   | Formato | Agrupación              |
| ----------- | ------------------------------------------------------------- | ------ | ------- | ----------------------- |
| 1966        | Bajeza / Nostalgias del Amor                                  | Single | Vinilo  | Los Mineros             |
| 1968        | Himno a Iquique / A Campaña                                   | Single | Vinilo  | Los González            |
| 1971        | ¿Qué Pasó En La Tirana? / Antofagasta, Perla del Norte        | Single | Vinilo  | Junto a "Nino" González |
| 1972        | Checho, Ruby y Nino - Los González                            | Álbum  | Vinilo  | Los González            |
| 1973        | Cumbia del Tripulante                                         | Single | Vinilo  | Junto a "Toño" González |
| 1973        | Iquique Querido / A Rubén Godoy                               | Single | Vinilo  | Solista                 |
| 1995        | Himno en Honor al Capitán General Don Augusto Pinochet Ugarte | Álbum  | Casete  | Solista                 |
| 2003        | Abuelos Queridos                                              | Álbum  | CD      | Solista                 |
| 2003        | Los Éxitos de Laura en América                                | Álbum  | CD      | Solista                 |
| 2020        | Todo por la Patria                                            | Álbum  | Digital | Solista                 |
| Desconocido | Luis "Checho" González                                        | Álbum  | Casete  | Solista                 |